# 电网技术
《电网技术》创刊于1957年，是中国大陆工程科技类月刊，编辑部位于北京市。此刊物由国家电网有限公司主办。
《电网技术》在2018年被中华人民共和国国家新闻出版广电总局新闻报刊司评为2017年全国“百强报刊”。